# Trạng Lợn
Trạng Lợn là một nhân vật nổi tiếng trong kho tàng truyện cười Việt Nam.

## Danh tính
Cho đến ngày nay, các nhà sử học vẫn khó có thể xác định chính xác và đầy đủ danh tính của Trạng Lợn. Có nguồn cho rằng trạng Lợn là Trạng nguyên Nguyễn Nghiêu Tư, nguồn khác cho rằng ông tên là Dương Đình Chung. Tuy nhiên, tất cả đều thống nhất rằng thời kỳ mà Trạng Lợn sống là đời vua Lê Thánh Tông
Ngoài cái tên rất nổi tiếng trên, Trạng Lợn còn có vài tên khác như Trạng Bói (do có tài đoàn mò mà trúng) hay Trạng Dừa. Cái tên Trạng Dừa này là dựa theo sách Địa dư của Ngô Vi Liên. Ông cho rằng Trạng Lợn được sinh ra tại làng Mạnh Chư, tục gọi là làng Dừa thuộc huyện Bình Lục, tỉnh Hà Nam.

## Vai trò trong truyện cười Việt Nam
Cũng như nhiều nhân vật khác như Trạng Quỳnh hay Ba Giai-Tú Xuất, Trạng Lợn xuất hiện như một nhân vật trào phúng, đả kích những thói hư tật xấu của bọn quan lại. Ngoài ra, Trạng Lợn còn là một nhân vật khôi hài bởi ngoài những câu chuyện đả kích như nói ở trên còn có những câu chuyện không phải có mục đích đả kích mà chỉ để mua vui, khiến người đọc có thể ngả nghiêng cười. Có thể thấy, Trạng Lợn là một trong những nhân vật nổi tiếng nhất của truyện cười Việt Nam. 